# Eurycope ovata
Eurycope ovata är en kräftdjursart som beskrevs av Yakov Avadievich Birstein 1970. Eurycope ovata ingår i släktet Eurycope och familjen Munnopsidae. Inga underarter finns listade i Catalogue of Life.